# 2018년 토론토 승합차 돌진 사건
2018년 토론토 승합차 돌진 사건은 2018년 4월 23일에 캐나다 온타리오주 토론토 노스요크에서 일어난 교통 사고이다. 이 사고로 11명이 숨지고 15명이 부상을 입었다.

## 경과

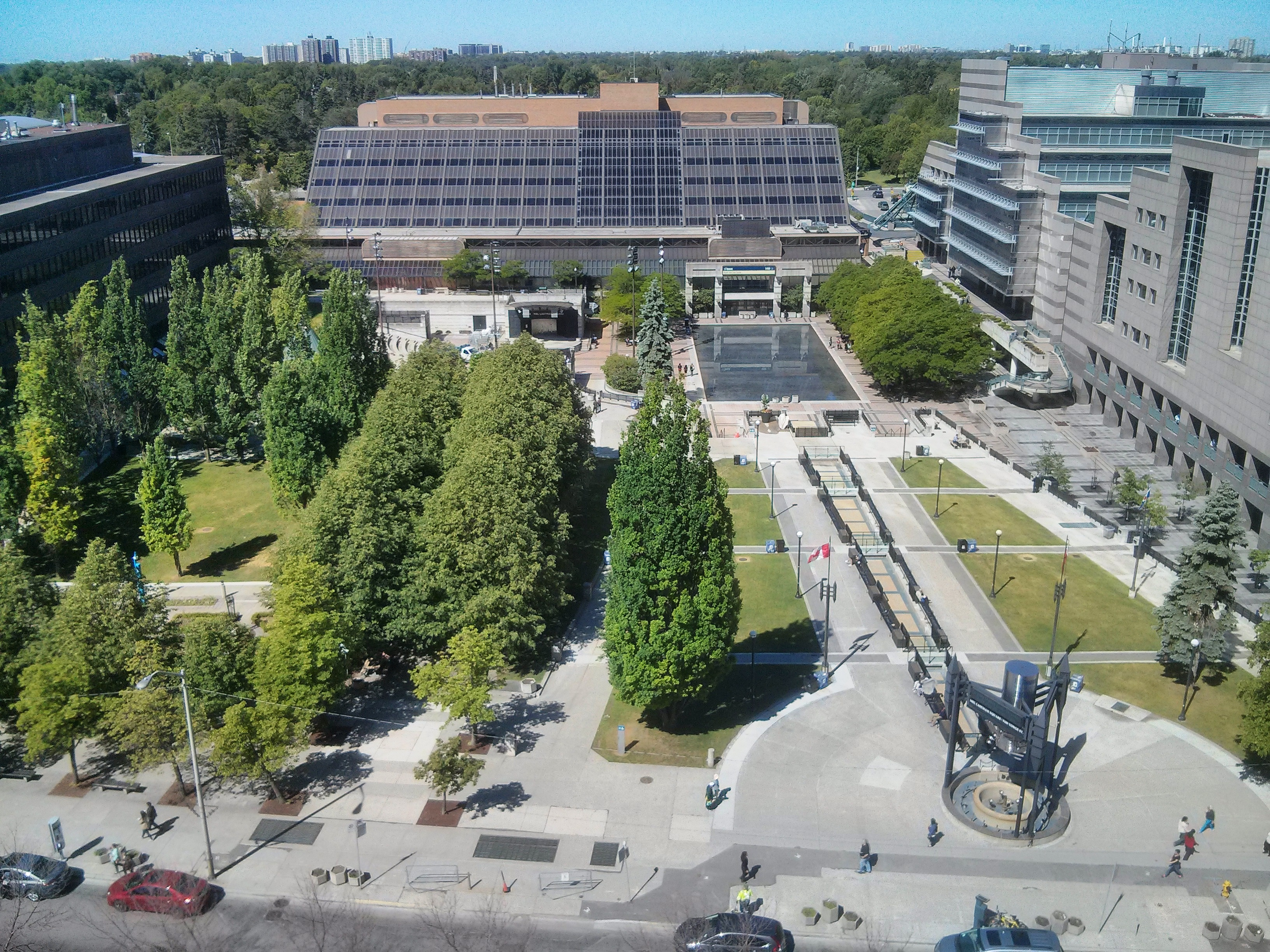
노스 요크 시청 광장의 모습.

이 사건은 현지 시간으로 오후 1시 30분경 라이더에서 렌트한 하얀색 승합차를 이용해 영 스트리트를 핀치 에버뉴에서 신호위반을 한 뒤 인도로 진입해 보행자를 목표로 돌진하였다. 최초 신고는 오후 1시 35분경에 접수되었다. 목격자에 의하면 "승합차의 운전자는 비디오 게임처럼 사람들을 무차별적으로 공격하고 있었고, 많은 사람을 죽이려고 하고 있었다" 라고 말했다. 이후 사고차량은 파크 홈 애버뉴 인근에서 차도로 진입하였다가, 핀치 애버뉴로부터 1.4km 남쪽에 있는 노스 요크 시청 인근에서 다시 인도로 진입하여 무차별적으로 직진하였다.
오후 1시 32분경에 토론토 경찰은 사고지점으로부터 대략 1.6km 지점(셰퍼드 에버뉴 인근)에서 해당 차량을 포위하였으며 2분 가량의 대치 이후 체포되었다. 목격자의 말에 따르면 용의자는 지갑을 총처럼 쥐어 경찰관을 위협하며 자신을 쏘라고 외쳤다고 한다.
사고 직후 부상자들은 서니브록 병원으로 이송되었으며, 9명이 사망하고 16명이 부상을 입은 것으로 최초 집계됐으나 이후 오후 8시 15분 경에 부상자 한명이 추가로 사망하여 사망자는 총 10명으로 집계되었다.
사망자 중에는 한국인 3명이 포함되어 있는 것으로 확인되었다.
사고 수습을 위해 4월 24일 오후까지 영 스트리트는 핀치 에버뉴부터 셰퍼드 에버뉴까지 차량과 보행자 통행이 양방향 통제되었으며, 노스 요크 시청은 24일까지 폐쇄되었다. 또한 토론토 지하철 영-유니버시티 선의 핀치 역부터 셰퍼드-영 역까지의 운행이 중단되었다가 재개되었으며, 이후에도 노스 요크 센터 역은 24일 오후까지 무정차 통과하였다.

## 사상자
사망자는 22세부터 94세의 남녀로 후일 사고 후유증으로 숨진 사람을 포함하여 총 11명이다.
- Beutis Renuka Amarasinghe, 45세, 영양사
- Andrea Knafelc Bradden, 33세, 슬로베니아계 캐나다인 거래처 담당자
- Geraldine Brady, 83세, Avon 판매원
- 정소희 So He Chung, 22세, 토론토 대학교 학생
- Anne Marie D'Amico, 30세, 재무 분석사
- Mary Elizabeth "Betty" Forsyth, 94세, 은퇴
- 강철민 Chul Min "Eddie" Kang, 45세, 쉐프
- 김지훈 Ji Hun Kim, 22세, 세네카 칼리지 한국인 유학생
- Munir Najjar, 85세, 가족을 방문중이던 요르단인
- Dorothy Sewell, 80세, 은퇴
- Amaresh Tesfamariam, 65, 간호사 (처음엔 생존하였으나 사고 후유증으로 인한 전신마비로 2021년 11월 4일 사망)

부상자는 이름이 알려지지 않은 세 명을 포함해 총 15명이다: Robert Anderson, Amir Kiumarsi, Aleksandra Kozhevinikova, Mavis Justino, Morgan McDougall, 박준석 Jun Seok Park, Samantha Peart, So Ra, Catherine Riddell, Sammantha Samson, Beverly Smith and Yunsheng Tian, 등.

## 범인
범인의 이름은 알렉 미내시안(Alek Minassian)으로 리치먼드 힐에 거주하고 세네카 칼리지에 재학했으며 사건 당시 25세였다. 2009년 리치몬드 힐 지역지에서 발췌한 그의 어머니의 발언에 따르면 알렉은 발달장애인 아스퍼거 증후군을 앓고 있었다. 알렉은 쏜리 고등학교(Thornlea Secondary School)에서 자폐학생들로 구성된 특수반에 배정되었으며 그의 동창은 알렉이 "내성적이며 무해"했다고 회상했다.
2017년 말, 알렉은 캐나다군에 2달 동안 입대하였다가 신병교육 16일 만에 자발적으로 조기제대하였다. 상관이 증언하길 그는 "군복이나, 태도, 의사소통을 포함한 모든 군대생활에 적응하지 못했다. 하지만 이런 참사로 이어질 만한 어떠한 위험신호도 없었다"고 한다.

사건 후 알렉이 범행 전 올렸던 페이스북 글이 발견되어 화제가 되었다. 그는 글에서 스스로를 비자발적 독신(이하 인셀)이라 표현하였는데 이는 애인이 없어 관계를 갖지 못하는 사람을 의미하고 주로 4chan 등의 온라인 커뮤니티에서 활동한다. 사건 직전 그의 페이스북 글은 다음과 같다:
신병 미내시안 보병 00010, 4chan 하사에게 보고합니다. C23249161. 인셀 반란은 이미 시작되었다! 우리는 모든 Chad와 Stacy들을 뒤엎을 것이다! 찬양하라 위대한 신사 엘리엇 로저(Elliot Rodger)!
"Chad"와 "Stacy"는 4chan 및 Reddit 등지의 인셀 커뮤니티에서 쓰이는 용어로 각각 매력적이고 성적으로 활발한 남성과 여성을 가리킨다. 인셀 반란은 본인이 비자발적 독신임을 비관한 사람들의 과격한 운동으로 해석되며 엘리엇 로저는 2014년 캘리포니아에서 발생한 총격사건의 범인으로 여성혐오에 기인하여 20명의 사상자를 내고 스스로 목숨을 끊었다. 엘리엇은 인셀 커뮤니티를 포함한 수많은 여성혐오 커뮤니티에서 우상화되었으며 알렉은 신문 수사 중 엘리엇과 수차례 교류했다고 진술하였다. 페이스북 본사는 이 글을 올린 계정이 알렉 본인의 것임을 확인했으며 캐나다 국방부는 "C23249161"이 알렉의 군 복무 당시 군번이라고 발표하였다.

## 재판
사건 후 5일이 지난 2018년 4월 28일에 알렉은 토론토에 위치한 온타리오 법정에 출석하였다. 첫 심리에서 그는 변호사를 선임하지 않았고 10건의 1급 살인죄와 13건의 살인미수죄로 기소되었다. 5월 10일 3건이 추가되어 16건의 살인미수죄로 다시 기소되었으며 알렉은 후에 치뤄질 재판에서 그를 대리할 보리스 비텐스키(Boris Bytensky)라는 변호사를 선임하였다. 첫 재판은 2020년 2월 10일로 예정되어 있었으나 코로나바이러스감염증-19로 인해 11월까지 연거푸 연기됐다.
2020년 11월 10일, 재판은 화상회의 프로그램 Zoom으로 진행되었으며 알렉은 초기 신문 수사 중 철저히 계획된 범죄임을 인정했음에도 불구하고 기소사실에 대해 무죄를 주장하였다. 11월 12일 증언 중 알렉 측에서 고용한 정신과 의사는 비록 실질적인 정신질환을 앓고 있진 않지만 그의 "사상은 자폐증으로 심하게 뒤틀려 마치 정신병처럼 발달되었다"고 주장했다. 사건 동기와 책임이 개인이 아닌 자폐증에 있다는 알렉 측의 주장은 자폐 권리 운동가들의 큰 반발을 샀다.
최종재판에서 상급 법원 판사 앤 몰로이(Anne Molloy)는 알렉이 악명을 떨치는 데에 대한 욕망이 있는 것으로 보였기에 그를 "Mr. Doe(아무개)"라 지칭하였다. 그녀는 69페이지에 달하는 판결문에서 서술하길, "Mr. Doe가 언제 거짓을 말하고 언제 사실을 말하는지 알 수가 없다. 그의 확실한 범행동기를 찾는 것은 거의 불가능하다. 그럼에도 나는 그가 인셀 운동에 대해 형사에게 거짓으로 진술했고 인셀 운동이 절대적인 범행동기가 아니라는 전문가들의 의견에 동의한다"고 하였다. 그녀는 또한 자폐증을 빌미로 한 무죄 주장을 기각하였다. 결국 2021년 3월 3일, 알렉은 앤 몰로이 판사에게 총 26명의 사상자에 대한 범죄로 유죄 평결을 받았으며 이는 YouTube에 생중계되었다.

## 반응

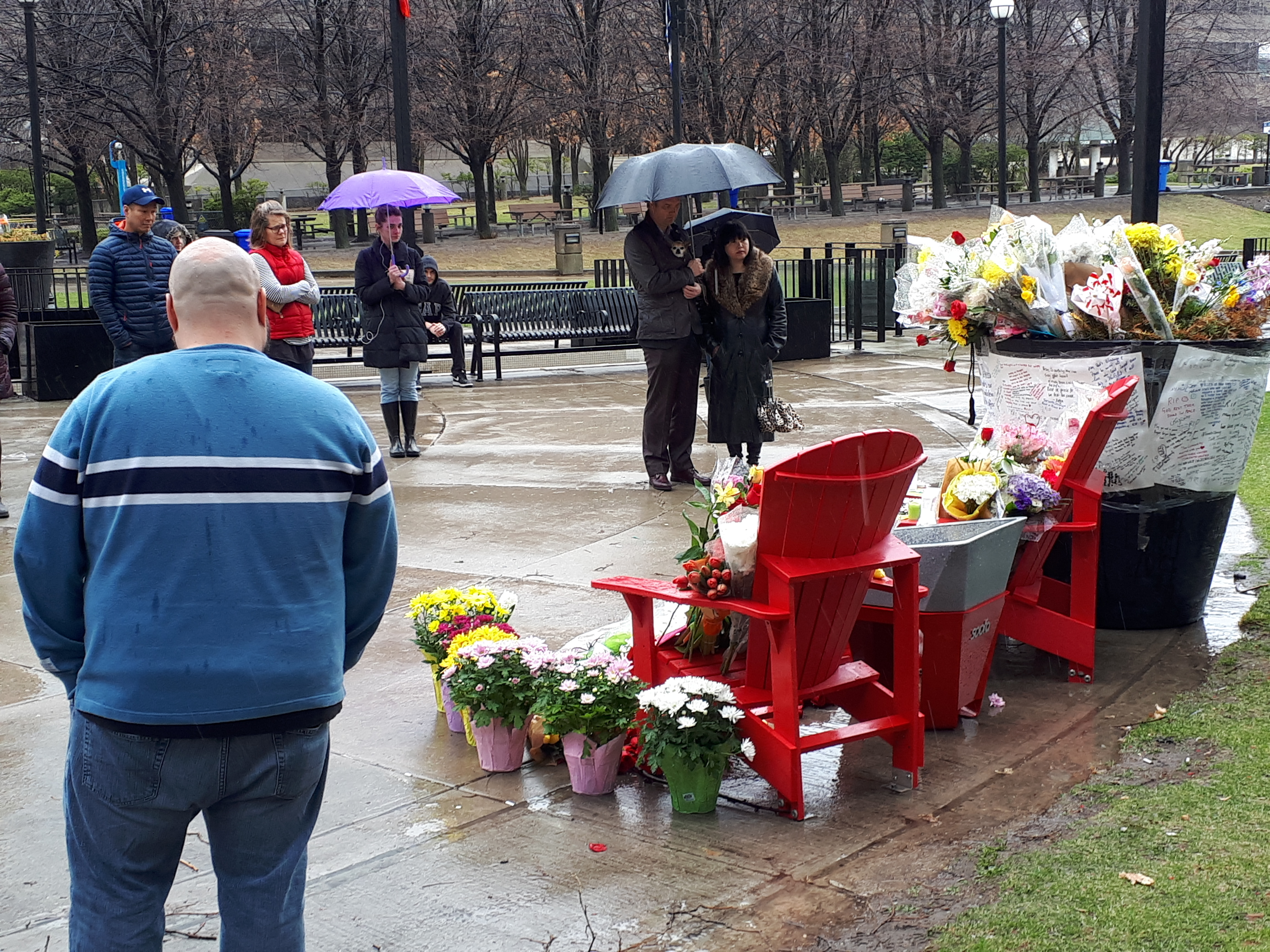
희생자들을 추모하는 시민들

## 같이 보기
- 2014년 아일라비스타 살해 사건
- 2020년 노바스코샤주 총기 난사 사건
- 몬트리올 에콜 폴리테크니크 학살